# Benoît Jacquot
Benoît Jacquot (* 5. února 1947, Paříž) je francouzský režisér.

## Životopis
Svou filmovou kariéru začal v roce 1965 jako asistent Bernarda Bordera na filmové sérii o Angelice a jako asistent Dueasové, Marcela Carného a Rogera Vadima.
Byl přítelem Dominique Sandaové a Judith Godrèche, která se k němu přistěhovala ve svých 16 letech.
S herečkou Anne Consigny má syna, herce Vladimira Consigny, kterému poskytl první hereckou příležitost ve filmu Gaspard le bandit.
Benoît Jacquot je členem skupiny L'Exception založené Jean-Michelem Frodonem. V roce 2003 byl předsedou poroty Fémis a v roce 2005 členem poroty na festivalu v Cannes.

## Filmografie

### Film

#### Krátkometrážní
- 1988 : Louis-René des Forêts interrogé par Jean-Benoît Puech
- 1988 : Voyage au bout de la nuit
- 1993 : La Mort du jeune aviateur anglais (text Marguerite Duras)
- 1993 : Écrire (text Marguerite Duras)
- 1994 : 3000 scénarios contre un virus – část Mère séropositive

#### Celovečerní
- 1975 : L'Assassin musicien
- 1977 : Les Enfants du placard
- 1981 : Les Ailes de la colombe podle Henryho Jamese
- 1985 : Corps et Biens
- 1987 : Les Mendiants
- 1990 : La Désenchantée
- 1995 : La Fille seule
- 1997 : Le Septième Ciel
- 1998 : L'École de la chair
- 1998 : Par cœur
- 1999 : Pas de scandale
- 2000 : La Fausse Suivante, předloha Marivaux
- 2000 : Sade
- 2001 : Tosca, předloha Puccini
- 2002 : Adolf, předloha Benjamin Constant
- 2004 : À tout de suite, předloha Élisabeth Fanger
- 2006 : L'Intouchable
- 2009 : Villa Amalia
- 2010 : Au fond des bois
- 2012 : Les Adieux à la reine

### Televize
- 1974 : Jacques Lacan : la psychanalyse
- 1976 : Deller : Portrait d'une voix
- 1983 : Une villa aux environs de New York
- 1987 : Elvire Jouvet 40
- 1987 : La Scène Jouvet (documentaire)
- 1988 : La Bête dans la jungle
- 1990 : Dans la solitude des champs de coton
- 1992 : Emma Zunz
- 1994 : La Vie de Marianne
- 1995 : La Place Royale ou l'Amoureux extravagant, předloha Pierre Corneille
- 1996 : Un siècle d'écrivains : J. D. Salinger
- 2003 : Princesse Marie
- 2006 : Gaspard le bandit
- 2010 : Werther, Jules Massenet – Opéra National de Paris
- 2011 : Les Faux-monnayeurs

## Opera
- Werther, Jules Massenet
  - 2003 : Royal Opera House : Jonas Kaufmann a Sophie Koch, dirigent Antonio Pappano
  - 2010 : Opéra National de Paris : Jonas Kaufmann, Koch, dirigent Michel Plasson
  - 2011 : Royal Opera House : Rolando Villazón, Koch, dirigent Pappano

## Nominace na ocenění
- Prix Louis-Delluc za Les Adieux à la reine
- César 2013
  - nejlepší film za Les Adieux à la reine
  - nejlepší režie za Les Adieux à la reine
  - nejlepší filmová adaptace za Les Adieux à la reine